# Buddha di Ling Shan

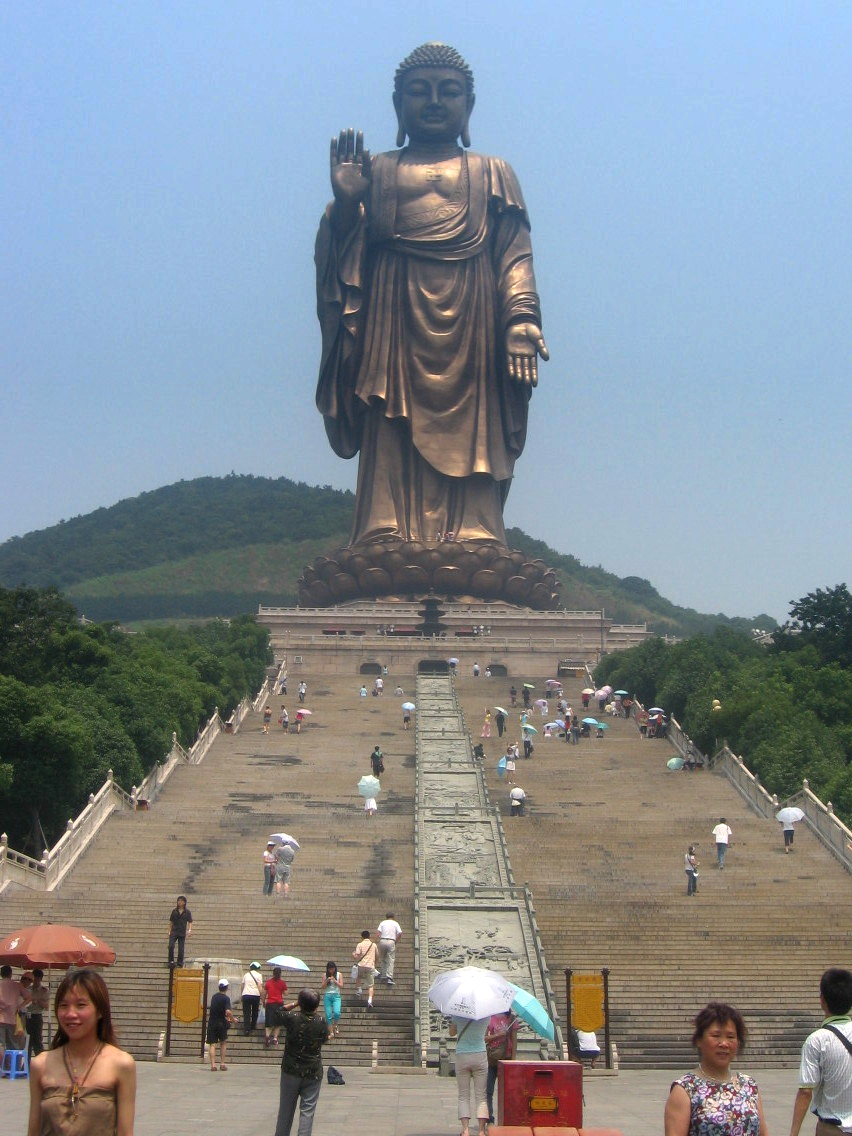
Buddha di Ling Shan

Il Grande Buddha di Ling Shan, talvolta semplificato in Buddha di Ling Shan (in cinese: 靈山大佛, in pinyin Língshān Dà Fó) è una statua colossale sita tra i monti Longshan, presso Wuxi (provincia di Jiangsu), Cina.

## Storia
Alto 88 metri, è l'ottava statua più alta del mondo, nonché la terza in Cina; la statua bronzea rappresenta un Gautama Buddha alzato. Completato nel 1996, pesa circa 700 tonnellate. Nel 2008 sono stati aggiunti due palazzi: il "Palazzo dei Cinque Sigilli" e il "Palazzo di Brahma".

## Galleria d'immagini

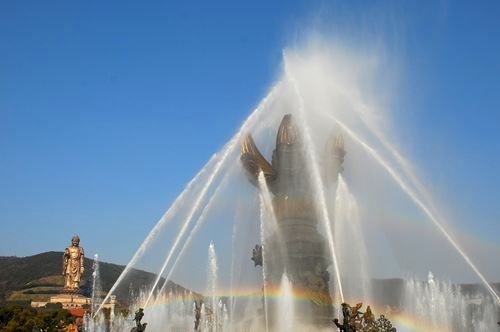
L'immenso giardino di fronte alla statua, con la fontana della Nascita
Mano della statua
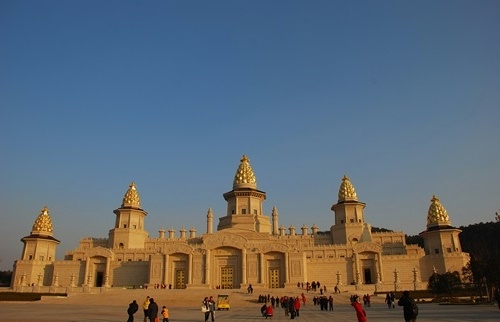
Palazzo Brahma
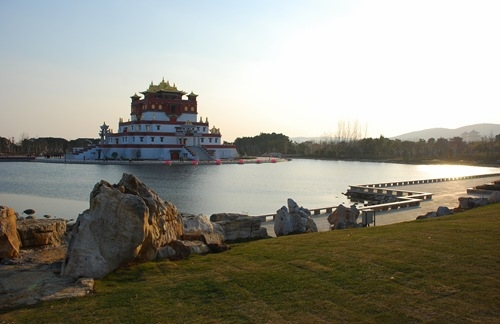
Palazzo dei Cinque Sigilli
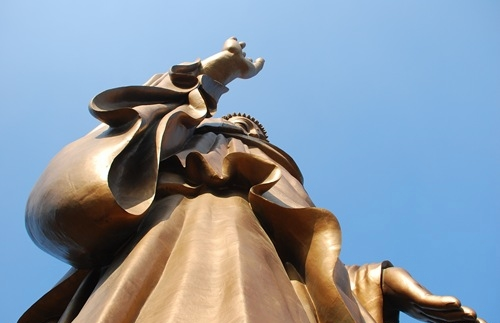
Vista dal basso
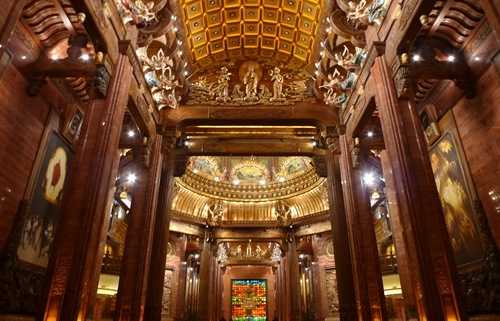
Interno del palazzo Brahma
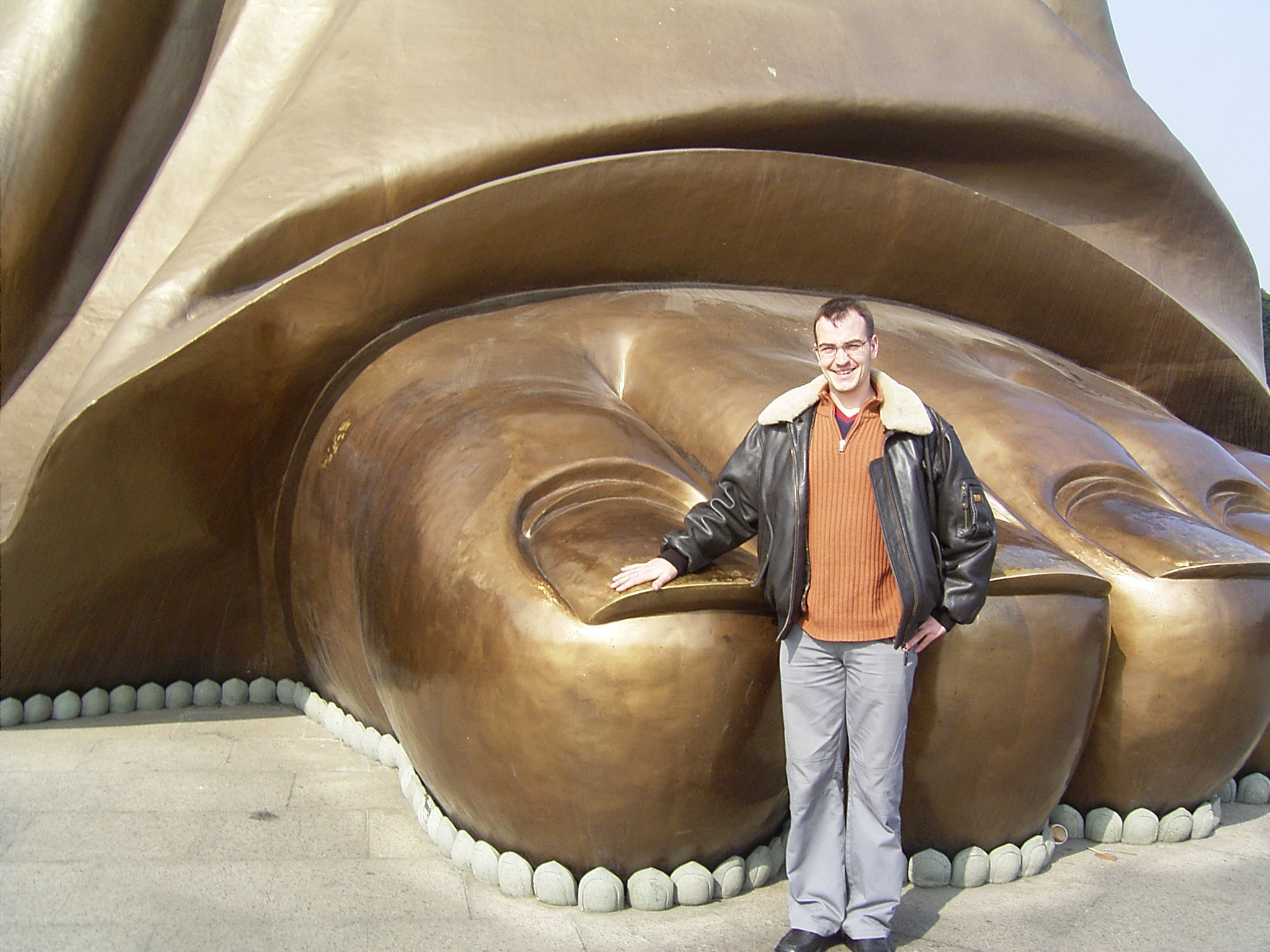
Piede del Buddha